# Centrodora lineascapa
Centrodora lineascapa är en stekelart som beskrevs av Hayat 1987. Centrodora lineascapa ingår i släktet Centrodora och familjen växtlussteklar. Inga underarter finns listade.